# آن فاغنر
آن فاغنر (بالإنجليزية: Ann Wagner )‏ (و. 1962  م) هي سياسية، ودبلوماسية، وسيدة أعمال أمريكية، ولدت في سانت لويس، ميزوري، هي عضوةٌ الحزب الجمهوري.

## مناصب
تولت منصب عضو مجلس النواب الأمريكي (3 يناير 2017–3 يناير 2019)
- عضو مجلس النواب الأمريكي (6 يناير 2015–3 يناير 2017)[4]
- عضو مجلس النواب الأمريكي (3 يناير 2013–3 يناير 2015)[4]
- سفير الولايات المتحدة  لدى لوكسمبورغ  [لغات أخرى]‏ (2005–2009)[4]
- رئيس حزب (2001–2005)[4]
- رئيس حزب (1999–2005)[4]
- عضو مجلس النواب الأمريكي.

## التعليم
تعلمت في جامعة ميسوري، وتحصلت منها على بكالوريوس في الفنون، وبكالوريوس العلوم (حتى 1984)، وCor Jesu Academy ‏ (حتى 1980).